# Peter Kleinschmidt

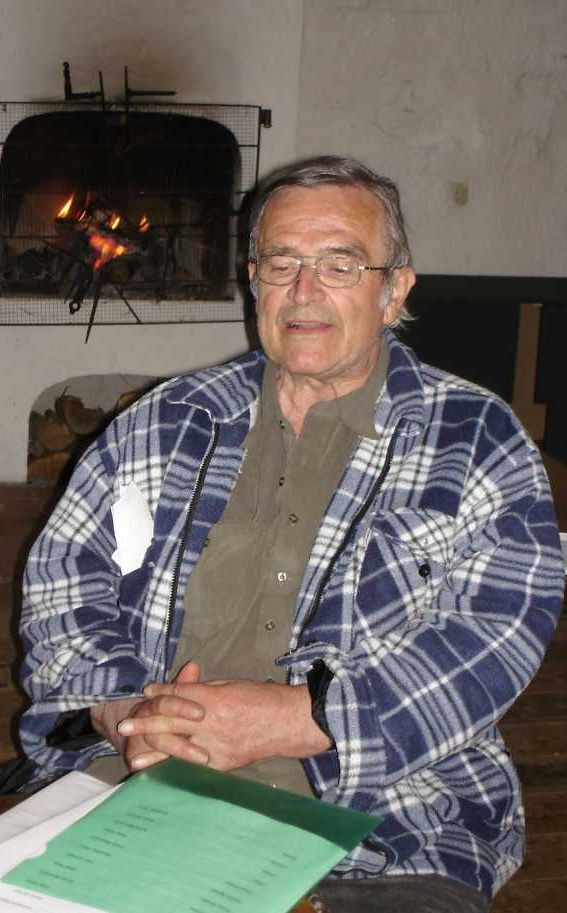
Peter Kleinschmidt (2008) bei der Probenarbeit

Peter Kleinschmidt (* 23. Februar 1940 in München; † 17. März 2020) war ein deutscher Regisseur und Dramaturg.
Kleinschmidt wuchs in Frankfurt am Main auf. Bereits früh erhielt er Klavier- und Kompositionsunterricht. Er wurde als Stipendiat der Studienstiftung des deutschen Volkes mit einer Dissertation über ein Thema der ostasiatischen Kunstgeschichte promoviert. Ab 1964 war er als Chefdramaturg in Kiel, Frankfurt/Main, Köln und Stuttgart engagiert. Als Regisseur leitete er ca. 30 Inszenierungen zwischen Amsterdam, Antwerpen, Kapstadt, Mexiko-Stadt, Rostock, Windhoek etc. und im Rahmen der Hofkunst Loipfing. Ferner tätigte er mehr als zwei Dutzend Übersetzungen, von Aristophanes über Stücke des englischen Trivialtheaters bis zu Athol Fugard. Von 1983 bis 1986 war Kleinschmidt Direktor der Otto-Falckenberg-Schule, die den Münchner Kammerspielen angegliedert ist.
Kleinschmidt wohnte ab 1984 mit Ehefrau Wiebke sowie den Eheleuten Claus-Paul und Petra Haller auf einem ehemaligen Bauernhof in Loipfing, einem Ortsteil der oberbayerischen Gemeinde Isen. Hier organisierten sie mehr als 50 Ausstellungen, Konzerte, Lesungen, Theateraufführungen und Events im Rittersaal von Hofkunst Loipfing. 1998 und 2000 inszenierte Kleinschmidt die Komödien B’Vegl (letzte Ausstattung von Bert Kistner) und Der Frieden von Aristophanes/Peter Hacks (Bühnenbild und Kostüm von Falk von Wangelin) auf Schloss Burgrain, 2005 Die Frösche in Hofkunst Loipfing. Dort führte er 2002 Regie bei der Uraufführung der komischen Oper in 3–5 Akten Der Cid von Christian Dietrich Grabbe und inszenierte im Mai 2008 ein Arrangement von Joseph Victor Widmanns Maikäfer-Komödie.

## Auszeichnungen
Kleinschmidt wurde mit mehreren Kulturpreisen ausgezeichnet:
- 1966: Mexiko-Stadt
- 1980: Cape Province
- 2002: Sparkasse Wasserburg
- 2003: Landkreis Erding

Ferner erhielt er die Bayerische Lebensrettermedaille.